# Raimundo Nonato
Raimundo Nonato (em catalão:  Ramon Nonat, em castelhano:  Ramón Nonato) é um santo católico romano que viveu no século XIII e se rebelou contra a escravidão, que na época era tida como natural.

## Vida
Raimundo recebeu a alcunha de Nonato (não nascido) por ter nascido por cesariana que foi necessária devido à morte da mãe durante o parto. Por isso é festejado, no dia 31 de agosto, como o patrono das parteiras e obstetras.
Em 1224 entrou na Ordem de Nossa Senhora das Mercês, que era dedicada a resgatar os cristãos capturados pelos muçulmanos levados para prisões na Argélia. Mas ele não queria apenas libertar os escravos, lutava também para manter viva a fé cristã dentro deles.
Capturado e preso na Argélia, converteu presos e guardas, mas teve a boca perfurada e fechada por um cadeado para não pregar mais. Após sua libertação, foi nomeado em 1239 cardeal pelo papa Gregório IX, todavia no início de seu caminho a Roma padeceu violentas febres pela qual morreu.